# Joey Tafolla

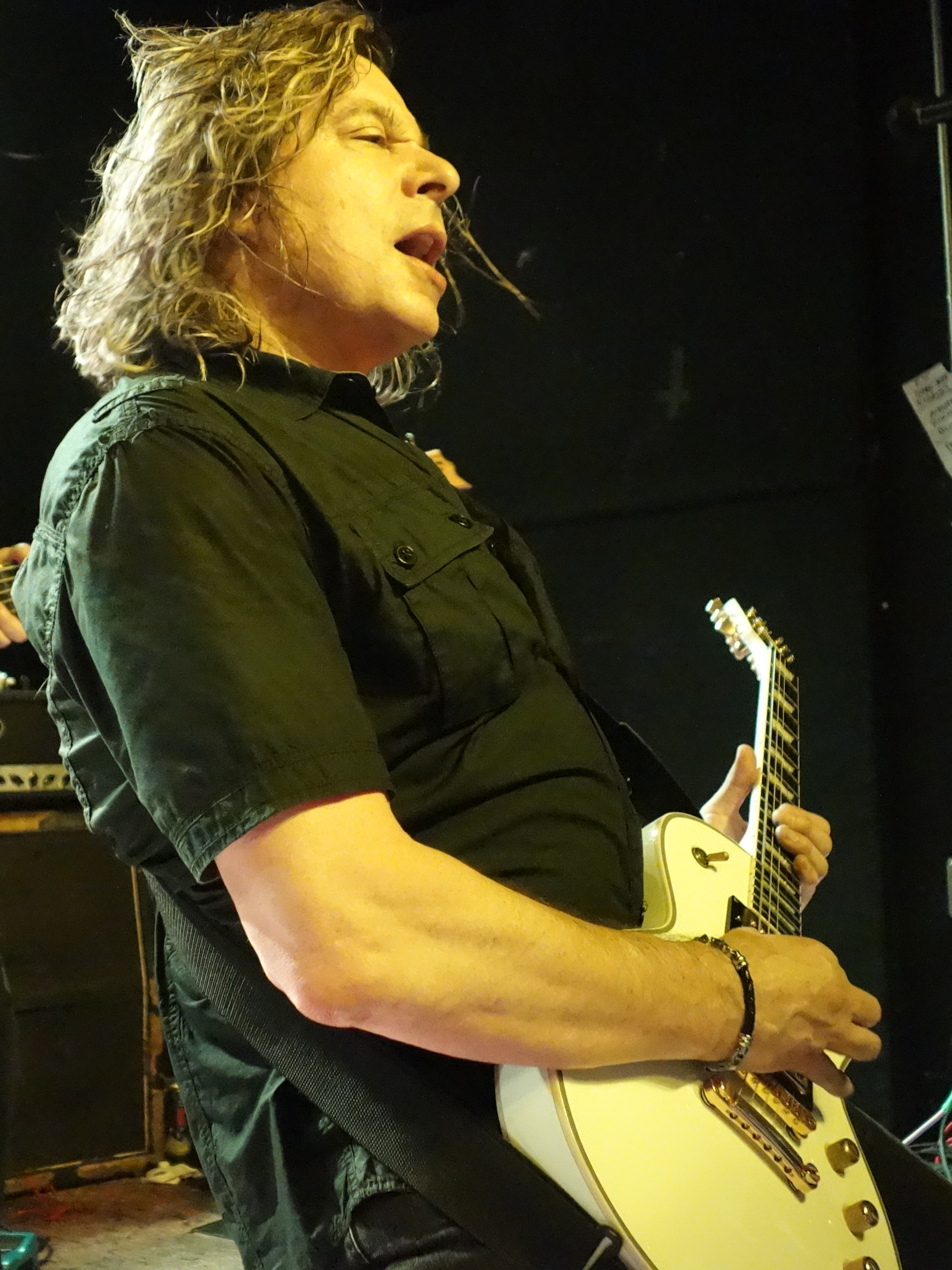
Jag Panzer actuando en Saint Vitus Bar (Brooklyn, Nueva York), 9 de julio de 2016.

Joey Tafolla (30 de mayo de 1962) es un guitarrista estadounidense de heavy metal. Inicialmente fue miembro de la banda Jag Panzer entre 1984 y 1985. Luego firmó un contrato con Shrapnel Records, lanzando su álbum debut, titulado Out of the Sun en 1987, simultáneamente con otras producciones discográficas de guitarristas virtuosos como Marty Friedman, Jason Becker, Paul Gilbert, Richie Kotzen, Tony MacAlpine y Vinnie Moore. Su segundo lanzamiento, Infra-Blue, fue publicado en 1991. Además de grabar un vídeo tutorial de guitarra en 1993, Joey enseñó en el Instituto Americano de Música en Viena en 1995 junto a Shawn Lane y Milan Polak, entre otros. Entre agosto y septiembre de 2018 reemplaza a Alex Grossi como guitarrista de Quiet Riot en la gira.

## Discografía

### Solista
- 1987: Out of the Sun
- 1991: Infra-Blue
- 2001: Plastic

### Con Jag Panzer
- 1984: Ample Destruction
- 1997: The Fourth Judgement
- 2017: The Deviant Chord

### Con Graham Bonnet Band
- 2018: Meanwhile Back In The Garage

### Otras producciones
- 1989: Guitar Masters, Roadrunner Records
- 1990: An Axe To Grind, Ken Tamplin, Frontline
- 1992: Guitar on the edge, Vol 1, No.1, Legato Records
- 1995: In the Witness Box, Ken Tamplin, Brunette
- 1998: Metal Guitars - High Voltage Instrumentals, Disky Communications
- 2006: Guitar Odyssey, Milan Polak, Lion Music
- 2009: Shrapnel's Super Shredders: Neoclassical, Shrapnel
- 2009: This is Shredding, Vol. 1, Shrapnel